# Шопен, Анри Фредерик
Анри Фредерик Шопен (1804, Любек — 1880, Монтиньи-сюр-Луэн) — французский исторический живописец.

## Биография
Сын французского скульптора Жана-Луи-Теодора Шопена (ок. 1747—1815), работавшего, помимо Франции, в России при Екатерине II и в Германии. Братья — Жан-Мари (ок. 1796—1871) — этнограф, историк и литературовед-русист и Жан (Иван Иванович) (ок. 1798—1870) — российский чиновник и исследователь Кавказа. Родился в Германии.
Начал своё обучение живописи в 1816 году в Академии Художеств в Санкт-Петербурге. Посещал академию вплоть до 1818 года; в 1821 году переехал в Париж, где учился живописи у прославленного живописца барона Гро. В 1831 году выиграл Римскую премию за картину  «Ахиллес, преследуемый богом реки Ксанф», на сюжет Одиссеи, после чего на четыре года уехал в Рим. По возвращении дебютировал в 1835 году на Парижском салоне с четырьмя картинами.
В 1830 году Анри Шопен женился на Натали-Софи Дейли (1810—1895) и стал зятем актёра Армана Дейли, пайщика труппы «Комеди Франсез». Имел двух сыновей и трёх дочерей.
Карьера Шопена была достаточно успешна, он был хозяином собственной живописной мастерской. В 1848 году был избран почётным вольным общником Императорской академии художеств в Санкт-Петербурге, после чего преподнёс в дар Академии свою картину «Суд Соломона».
Скончался художник в возрасте 76 лет в городке Монтиньи-сюр-Луэн и был похоронен на местном кладбище.
Работы художника хранятся в музеях Версаля, замков Фонтенбло и Мальмезон, лондонской коллекции Уоллеса.

## Характеристика творчества художника вЭСБЕ
Многочисленные картины этого художника, вообще эффектные по композиции, нежные и приятные по краскам, исполненные элегантной кистью, в большинстве случаев страдают отсутствием глубины внутреннего содержания. Важнейшие между ними: «Карл IX в Варфоломеевскую ночь», «Явление Спасителя и Богородицы св. Франциску Ассизскому», «Иоанн Креститель, проповедующий в пустыне», «Моисей помогает дочерям мадиамского священника напоить их овец» (...), «Костер Сарданапала», сцены из романа «Павел и Виргиния», аллегория «Листопад».
— ЭСБЕ

## Галерея
- Некоторые работы
- Портрет архканцлера наполеоновской Франции Жан Жака Режи де Камбасереса. Версаль.
- Ахиллес, преследуемый богом реки Ксанф. 1831, Коллекция Национальной высшей школы изящных искусств, Париж.
- Генерал Моро в битве при Гогенлиндене. 1836, Версаль.
- Развод Наполеона с Жозефиной. Коллекция Уоллеса, Лондон.
- Копия неизвестного художника с картины Анри Шопена «Поль и Виргиния» из Исторического музея Виллеля, остров Реюньон.
- Портрет французского военачальника Клода Франсуа Бидаль д'Асфельда. 1835, Версаль.